# 上重☆さゆり
上重☆さゆり（じょうじゅう さゆり、6月19日 - ）は、日本の女性漫画家。旧ペンネームはじょう さゆり（2005年後期まで使用）。神奈川県出身。血液型はO型。ペンネームの表記は、「☆」の記号が抜かれている場合もある。

## 来歴・人物
20歳の時に小学館の『少女コミック』にて漫画家デビュー（デビュー作品は『光色6人娘!』）。当初はデビュー雑誌の『少女コミック』でストーリー漫画を掲載していたが、スランプに陥り漫画家を一時休業。約半年のアルバイト生活を経て絵柄を大幅に変更し、さらに作風もギャグ漫画路線に切り替えて執筆するようになった。その後、小学館の学年別学習雑誌などで『ウラナにおまかせ!』『芸能ワンダーランド アイドル1番』など、幼年漫画作品の連載を始める。
一部作品では可愛らしい動物のキャラクターが登場するのが特徴。作品執筆には紙を使用するアナログと、パソコンを使用するデジタルの2つを時と場合によって使い分けているとの事。また『ぶっとび!リエちゃん』など芸能人達の性格を的確にとらえギャグ・パロディ化した作品も連載していた。次作の『芸能ワンダーランド アイドル1番』の1巻の帯にはレポーター梨元勝のコメント入り。
影響を受けた漫画家として藤子・F・不二雄、影響を受けた作品として『ドラえもん』を挙げている。

## 作品
- おてんばピーチ姫（『小学三年生』1993年 - 1994年）※単行本なし
- ぶっとび!リエちゃん（1993年 - 1994年、てんとう虫コミックス）全1巻
- おまじないネコ チャクラくん（1995年 - 2001年、てんとう虫コミックススペシャル）全5巻
- ウラナにおまかせ!（『小学一年生』『小学二年生』1994年 - 1997年）
- 芸能ワンダーランド アイドル1番（1995年 - 2002年、てんとう虫コミックススペシャル）
- 天才なぞなぞたぬき なぞポン（『学習幼稚園』『小学一年生』『小学二年生』2001年 - 2007年）
- みらくる! ぱんぞう（『学習幼稚園』『小学一年生』2004年 - 2005年）
- 超人だじゃれマン（『小学二年生』2005年 - 2006年）
- あにまるアイドルらんど（2004年、2005年、オフィス漫）
- おはスタOHA!らんど（『小学一年生』『小学二年生』『小学三年生』2009年度）
- たのしいなかまハムリンズ（2009年 - ）